# US 오를레앙
위니옹 스포르티브 오를레앙 루아레 풋볼(Union Sportive Orléans Loiret Football)은 프랑스의 축구 클럽으로, 루아레주의 오를레앙을 연고지로 한다. 2023-24 시즌에서 샹피오나 나시오날(프랑스 3부리그)에 참가하고 있다.

## 선수 명단

### 현역
참고: FIFA 자격 규정에 따라 소속된 국가대표팀 국기를 표시합니다. 선수는 복수의 FIFA 비회원국 국적을 가지고 있을 수 있습니다.
| 번호 | 포지션 | 국적         | 이름               |
| ---- | ------ | ------------ | ------------------ |
| 7    | MF     | 마다가스카르 | 토미 이바          |
| 14   | FW     | 가봉         | 앨런 두 마르콜리노 |

| 번호 | 포지션 | 국적 | 이름 |
| ---- | ------ | ---- | ---- |

## 역대 감독
| 감독            | 임기 |
| --------------- | ---- |
| 베르나르 카소니 | 2023 |